# Wiki empresarial
Uma Wiki empresarial ou wiki corporativa é uma wiki usada numa empresa ou no contexto organizacional, especialmente para promover o compartilhamento do conhecimento interno.
As companhias e organizações do setor público estão cada vez mais adotando o modelo wiki. Algumas organizações proeminentes como, por exemplo, Adobe Systems, Amazon.com, Intel, Microsoft e FBI.